# Samart Phetnoo
Samart Phetnoo (* 18. August 1982) ist ein ehemaliger thailändischer Fußballspieler.

## Karriere
Samart Phetnoo spielte die Saison 2014 für den thailändischen Verein Port FC. Wo er vorher gespielt hat, ist unbekannt. Der Verein aus der Hauptstadt Bangkok spielte in der höchsten Liga des Landes, der Thai Premier League. Für Port stand er neunmal in der ersten Liga auf dem Spielfeld. Wo er von 2015 bis 2016 gespielt hat, ist unbekannt. Die Saison 2017 spielte er für den Erstligisten Super Power Samut Prakan FC. Für den Verein aus Samut Prakan, der am Ende der Saison in die zweite Liga absteigen musste, stand er 22-mal auf dem Spielfeld. Nach dem Abstieg wechselte er zum Viertligisten Grakcu Sai Mai United FC aus Bangkok. Wo er seit 2019 gespielt hat, ist unbekannt.